# Pałacyk Szymańskiego
Pałacyk Szymańskiego – willa dyrektora Towarzystwa Akcyjnego „Zawiercie” Stanisława Szymańskiego w Zawierciu z 1897 roku, która jest integralną częścią osiedla robotniczego TAZ. Autorem projektu budynku był inżynier architekt Hugon Kuder z Warszawy. 10 lipca 1991 roku Pałacyk Szymańskiego został zapisany w rejestrze zabytków województwa śląskiego pod wpisem: A/1428/91.
Willa została zbudowana z cegły i osadzona na kamiennym cokole, przed budynkiem znajdował się okazały podjazd z gazonem. Budynek otaczał park w stylu angielskim, zaprojektowany w pracowni Kudery. Przepływająca przez tereny parku rzeka Młynówka została przekształcona w system stawów o charakterze ozdobnym, spełniającym funkcje użytkowe. Obok willi znajdował się wjazd do parku z okazałą bramą, która zniknęła po II wojnie światowej. Sam park zaniedbywany od 1939 roku został przejęty po wojnie przez Skarb Państwa, stając się parkiem miejskim. 
Obecnie w willi mają swoje siedziby: Miejska Biblioteka Publiczna w Zawierciu, Izba Pamięci majora Tadeusza Klimasa, filia Społecznych Ognisk Muzycznych i Klub Novum.